# Рабочий по уходу за животными

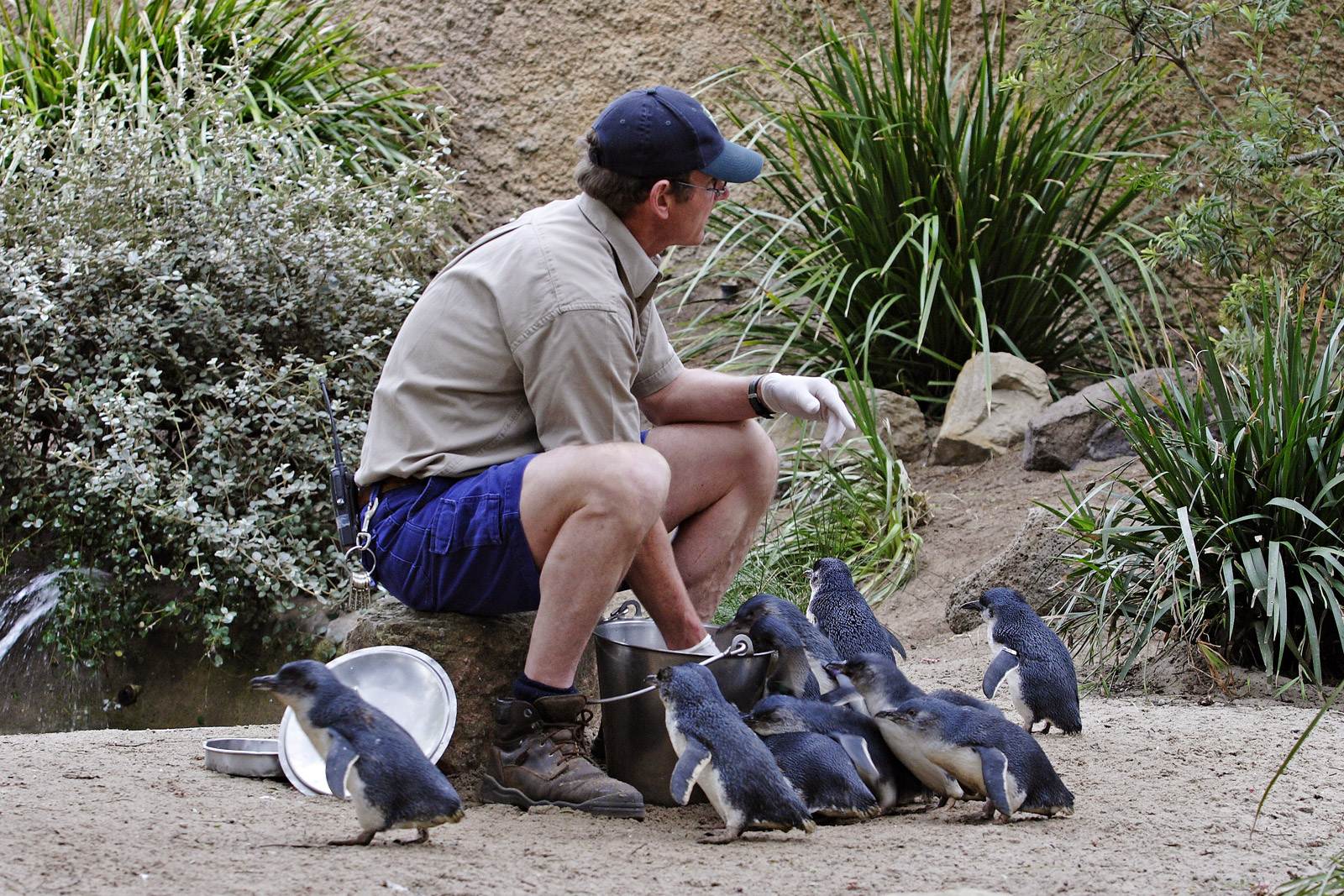
Кормление пингвинят

Рабо́чий по ухо́ду за живо́тными, ки́пер (неологизм  от англ. keeper — хранитель) — работник зоопарка или другого учреждения, ответственный за кормление и ежедневный уход за животными. Он следит, чтобы его подопечные были сыты, чисты и здоровы, также он может принимать участие в научной и педагогической (проведение экскурсий) деятельности. Профессия предполагает наличие способности работать с представителями других видов жизни, выполнять довольно тяжёлые и грязные работы; в организациях с массовым посещением также желательна способность взаимодействовать с самыми различными людьми с целью их развлечения и информирования.